# Michel Mazarin

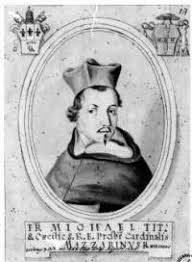
Michele Kardinal Mazzarino OP (Stich um 1650)

Michel Mazarin OP, eigentlich Michele Mazzarino, (* 1. September 1605 in Pescina; † 31. August 1648 in Rom) war Erzbischof von Aix, Kardinal und Vizekönig von Katalonien.

## Leben
Michele Mazzarino war der jüngere Bruder des französischen Kardinalministers Jules Mazarin (Giulio Mazzarino). Er wurde 1605 in Pescina in den Abruzzen (nach anderen Angaben in Rom) geboren und auf den Namen Alessandro getauft. Sein Vater Pietro († 14. November 1654) war Intendant der Güter des Konnetabel Colonna; seine Mutter, Ortensia Bufalini, war die Patentochter des Konnetabel. Alessandro Mazzarino trat 1620 mit dem Ordensnamen Michele in den Predigerorden ein, wurde Prior und schließlich Generalmagister des Ordens in Rom. Da seine Wahl durch die einflussreiche spanische Partei nicht unterstützt wurde, trat er als Ordensmeister der Dominikaner zurück und wurde mit dem Amt eines päpstlichen Palastmarschalls entschädigt. 
1644 erreichte sein Bruder Jules für Michele den Erzbischofsstuhl von Aix-en-Provence und 1647 auch den Kardinalshut (Titelkirche Santa Cecilia in Trastevere) von Papst Innozenz X. Zusammen mit dem Architekten Jean Lombard initiierte Michele in Aix den Bau des Stadtviertels Quartier Mazarin, das nach ihm benannt wurde. Als Bischof hinterließ Mazzarino wenig Spuren, legte aber am 10. August 1647 den Grundstein für eine neue, größere Bischofsresidenz. 1648 beförderte ihn sein Bruder zum Vizekönig von Katalonien, welches Amt er aber nur kurz innehatte. Kardinal Mazzarino starb am 1. September 1648 in Rom und wurde in der Dominikanerkirche Santa Maria sopra Minerva beigesetzt.